# Агилар, Гаспар де
Гаспар де Агилар (исп. Gaspar Aguilar; январь 1561, Валенсия—26 июля 1623, там же) — испанский поэт и драматург Золотого века Испании.

## Биография
О жизни Гаспара де Агилара известно мало. Родился в Валенсии (Испания) в дворянской семье. Получил образование, служил секретарем графа Sinarcas и виконта Чельва, впоследствии — у герцога Гандии, графа Cocentaina и маркиза Альменара.
Его поэзия написана, в основном, для восхваления покровителей, для религиозных праздников, торжеств и официальных мероприятий.
Агилар принимал участие во многих поэтических конкурсах в Валенсии в 1592, 1606 и 1619 годах. Им написана Fiestes nuptciales (1599) и антимавританская поэма Expulsion de los moros en España («Изгнание мавров из Испании», 1610).
Агилар был один из организаторов известной l’Acadèmia dels Nocturns (Академия Ночи) в Валенсии; на одном из заседаний академии, Агилар представил свою поэму «Сатира против рыболовов», написанную в сатирическом стиле. Стихотворения, собранные в книге «Песни Академии ночи», первоначально были опубликованы в 1869 году и переиздан в трех томах между 1905 и 1912 гг.
Гаспар де Агилар умер в Валенсии 26 июля 1623 года и был похоронен в церкви Сан-Андрес.
Ему приписывается 28 комедий, но только 12 дошли до нашего времени. Из них наиболее известны:
- «El mercador amante» (Сервантес очень хвалит эту пьесу),
- «La Venganza haurosa»,
- «Las Amantes de Cartago»,
- «La Nuera humilde»,
- «La gitana melancolica»
- «Les Rimas humanas i divinas»
- Onafre Bartomeu Ginard (1608)
- «La suerta sin esperanza», написанная легкими, плавными quintillas (краткими пятистрочными стансами).